# Огляд Чорноморського флоту в 1849 році
«Огляд Чорноморського флоту в 1849 році» — картина Івана Айвазовського, написана 1886 року.
Айвазовський був свідком параду 1849 року як супутник імператора Миколи I на борту фрегата «Володимир». Він відтворив з пам'яті про цей парад у 1886 році картину, виставлену в Академії мистецтв у Санкт-Петербурзі. Вона швидко стала популярною серед публіки. Надалі полотно було придбане товариством «Кавказ і Меркурій» для його голови, сенатора А. П. Жандра, колишнього учасника Кримської війни.

## Опис
Огляд флоту відбувався на Севастопольському рейді в 1849 році. Лінію бойових кораблів Чорноморського флоту очолює 120-гарматний лінійний корабель «Дванадцять апостолів», за ним слідують 84-гарматні «Ростислав», «Святослав» і «Ягудііл».
У правому нижньому кутку полотна зображений імператор Микола I, який приймає парад на борту пароплавфрегата «Володимир». На «чималій відстані» від імператора художник зобразив групу офіцерів, оточуючих командувача Чорноморським флотом адмірала Михайла Лазарєва. За правим плечем адмірала зображений начальник штабу флоту Володимир Корнілов, за лівим плечем — Павло Нахімов і крайнім зліва — Володимир Істомін.
Більшість зображених на картині кораблів за чотири роки після огляду взяли участь у Синопській битві, усі були затоплені своїми екіпажами на Севастопольському рейді під час оборони міста в Кримській війні.
|  | Ці судна хизувалися бездоганною чистотою озброєння, розпорядниками найменшого руху на кожному судні були обрані знавці морського мистецтва. Кожен із них володів невблаганним критичним поглядом, кожен відчував на собі спрямований погляд учителя. Це був нібито оркестр, складений виключно з віртуозів; серед подібного оркестру звернути на себе увагу було гідно мети життя, залежної від схвалення Михайла Петровича. — Володимир Войт «Нариси діяльності наших моряків» Оригінальний текст (рос.) Эти суда щеголяли безупречной чистотой вооружения, распорядителями малейшего движения на каждом судне являлись избранные знатоки морского искусства. Каждый из них обладал неумолимым критическим взглядом, каждый чувствовал на себе устремленный взгляд учителя. Это был как бы оркестр, составленный исключительно из виртуозов; среди подобного оркестра обратить на себя внимание было достойно цели жизни, зависящей от одобрения Михаила Петровича. — Владимир Войт «Очерки деятельности наших моряков» |